# Peter Hey
Pour les articles homonymes, voir Hey.
Répertoire
Alt-Wiener Volkstheater
Peter Hey (né le 8 novembre 1914 à Vienne, mort le 9 décembre 1994 dans la même ville) est un acteur autrichien.

## Biographie
Peter Hey prend des cours de discours et de théâtre auprès de Rudolf Beer, commence au Theater an der Wien de 1933 à 1936, puis est à Innsbruck, Graz, Zurich et Berne et travaille de 1939 à 1945 en tant que bouffon d'opérette et metteur en scène au Landestheater Linz. Après la Seconde Guerre mondiale, il fonde le cabaret Eulenspiegel à Linz. Il est conférencier dans les émissions de cabaret et animateur humoristique de la station de radio Rot-Weiß-Rot, en 1948 avec Maxi Böhm dans l'émission Freu dich nicht zu mein früh. De 1972 à 1983, Hey est membre du Volkstheater de Vienne, afin d'interpréter le répertoire de l'Alt-Wiener Volkstheater, des auteurs comme Johann Nestroy ou Karl Schönherr mais aussi des pièces de Friedrich Dürrenmatt, Jean Anouilh ou Bertolt Brecht. Il écrit des pièces radiophoniques et joue au cinéma.

## Filmographie
- 1949 : Kleiner Schwindel am Wolfgangsee
- 1950 : Auf der Alm, da gibt's
- 1951 : Eva erbt das Paradies
- 1951 : Wenn eine Wienerin Walzer tanzt
- 1955 : Ja, so ist das mit der Liebe
- 1956 : Liebe, Schnee und Sonnenschein
- 1962 : Herzen im Schnee (TV)
- 1969 : Bei Tag und bei Nacht (TV)
- 1971 : Procryl für Rosenbach (TV)
- 1971 : Wenn der Vater mit dem Sohne: Hexi (série télévisée)
- 1972 : Briefe von gestern (TV)
- 1972 : Es flimmert vor den Augen (TV)
- 1972 : Die Abenteuer des braven Soldaten Schwejk (série télévisée)
- 1972 : Das Gewürzkrämerkleeblatt oder Die unschuldigen Schuldigen (TV)
- 1973 : Hallo – Hotel Sacher… Portier!: Damen und Sachertorten (série télévisée)
- 1973 : Ein junger Mann aus dem Innviertel (de) (TV)
- 1974 : Tatort: Mord im Ministerium (de) (série télévisée)
- 1976 : Der selige Herr aus dem Parlament
- 1976 : Das Märchen (TV)
- 1976 : Unternehmen V2
- 1976 : Jesus von Ottakring (de)
- 1978 : Mirjam und der Lord vom Rummelplatz (série télévisée)
- 1979 : Ein echter Wiener geht nicht unter: Karrieren (série télévisée)
- 1981 : Die liebe Familie (série télévisée, deux épisodes)
- 1984 : Steinbichler Geschichten (TV)
- 1984-1985 : Familie Merian (série télévisée, quatre épisodes)
- 1985 : Der gute Engel (série télévisée, un épisode)